# Logica combinatoria
La logica combinatoria è un approccio per eliminare la necessità di variabili quantificate nella logica matematica in connessione con il lambda calcolo. È stato introdotto da Moses Schönfinkel e Haskell Curry. 
Ora è stato utilizzato anche in informatica come modello di calcolo e come base per la progettazione di linguaggi di programmazione funzionale.
Il concetto di combinatorio introdotto da Schönfinkel nel 1920 utilizza "combinatori" che forniscono un modo per costruire funzioni e rimuovere qualsiasi menzione di variabili nella logica dei predicati. Un combinatore è una funzione di ordine superiore che utilizza solo l'applicazione di funzioni e combinatori definiti in precedenza per definire un risultato dai suoi argomenti.